# Tillandsia paraensis
Tillandsia paraensis es una especie de planta epífita dentro del género  Tillandsia, perteneciente a la  familia de las bromeliáceas. Es originaria de Bolivia, Perú, Ecuador, Colombia, las Guayanas, Brasil y Venezuela.

## Taxonomía
Tillandsia paraensis fue descrita por Carl Christian Mez y publicado en Flora Brasiliensis 3(3): 586, pl. 109. 1894.
Etimología
Tillandsia: nombre genérico que fue nombrado por Carlos Linneo en 1738 en honor al médico y botánico finlandés Dr. Elias Tillandz (originalmente Tillander) (1640-1693).
paraensis: epíteto
Sinonimia
- Tillandsia boliviensis Baker
- Tillandsia juruana Ule
- Tillandsia sanctae-crucis S.Moore
- Tillandsia sanctae-crucis (S. Moore) Mez
- Vriesea sanctae-crucis S.Moore[7][8]